# Morgon (dikt)
Morgon är en dikt av Karin Boye. Den ingår i diktsamlingen Moln som publicerades 1922. Det är en dikt som innehåller 12 korta stycken och 56 ord. Dikten innehåller liknelse, besjälning och Epifor. Dikten är en allegori eftersom handlingen kan tolkas på olika sätt, det finns ingen entydig tolkning av vad dikten egentligen har för underliggande handling eller budskap. Ett exempel är: "...dagen är du, och ljuset är du, solen är du, och våren är du, och hela det vackra, vackra, väntande livet är du!" där ordet "du" kan tolkas som en person men också morgonen. 

## Bakgrund
När Karin Boye blev 9 år flyttade hon och familjen till Stockholm då Karins far fick en tjänst på Försäkringsinspektionen. År 1915 då Karin var 15 år flyttade familjen till Huddinge, i en skogsbacke med björkar, furor och ekar hade det byggts en villa där Karin och hennes familj skulle bo. Detta fick Karin att komma närmare naturen som senare bland annat gav upphov till dikten "Morgon" ur hennes diktsamling Moln.

## Karaktär
Den enda karaktären som beskrivs i dikten "Morgon" är Karin Boye själv. Läsaren får aldrig veta om hon talar med/för någon eller inte. Det sker en monolog om morgonen av Karin Boye själv då hon säger: ”...dagen är du, och ljuset är du, solen är du, och våren är du, och hela det vackra, vackra, väntande livet är du!” 
”Då sträcker jag full av växande jubel, öppna famnen mot stundande dag…”. 
Endast Karin Boye själv nämns i dikten som “jag”, det finns ingen annan angiven karaktär i dikten förutom Karin Boye själv.

## Språk och stil
Berättarperspektivet är Karin Boye själv som berättar om sin morgon och morgonsolen. 
Dikten har ett ljust och glatt tema. Det går att se i exempel som: “…glad och försiktig, lik ett barn…” och "...då sträcker jag full av växande jubel öppna famnen mot stundande dag...".
Beskrivningen av miljön i dikten är begränsad, det enda som tas upp i dikten är beskrivningar av hur Karin själv upplever morgonen. Det finns inga tydliga formuleringar av hur miljön skulle kunna se ut.
Dikten är en allegori eftersom betydelsen av dikten kan tolkas på olika sätt exempelvis:  ”...ty dagen är du, och ljuset är du, solen är du, och våren är du…”, där ordet ”du” kan tolkas på olika sätt. 
Det finns en liknelse i dikten då solstrålarna beskrivs som ett barn vilket går att se i exemplet: ”...morgonens sol genom rutan smyger, glad och försiktig, lik ett barn...”. I detta stycket finns även en besjälning då Karin Boye beskriver morgonsolen genom att skriva: ”...solen smyger genom rutan…”, och på så sätt levandegör hon solen i detta stycket.
Det finns en Epifor i dikten när skribenten upprepar orden "är du" i flera stycken, exempelvis: "...dagen är du, och ljuset är du, solen är du, och våren är du, och hela det vackra, vackra väntande livet är du!". 
Det finns ett utrop i dikten då den börjar med: ”När morgonens sol genom rutan smyger, glad och försiktig...”, men i tredje meningen ökar intensiteten då skribenten beskriver morgonen genom att skriva: ”...som vill överraska tidigt, tidigt en festlig dag…”. Utropet avslutas efter meningen: “då sträcker jag full av växande jubel öppna famnen mot stundande dag”. 

## Placering i tid
När dikten "Morgon" skrevs var det tänkt att den skulle utspelas i nutid. Orden i dikten beskriver placeringen i tid och att denna dikt skrevs 1922 kan dock ses genom att skribenten använder ett gammalt språk, exempelvis ”...ty dagen är du...”. Förutom att skribenten använder ordet ”ty” så finns det inga tecken som visar på diktens ålder.